# Kyarra (Schiff, 1903)
Die Kyarra war ein 1903 in Dienst gestelltes Passagierschiff der australischen Reederei Australian United Steam Navigation Company, das Passagiere, Post und Fracht in einem regelmäßigen Linienverkehr zwischen Fremantle an der Westküste Australiens und Sydney an der Ostküste beförderte. Im Ersten Weltkrieg diente sie der britischen Admiralität unter der Bezeichnung HMAT Kyarra (A55) vorübergehend als Hospitalschiff. Am 26. Mai 1918 wurde sie bei Anvil Point an der englischen Kanalküste von einem deutschen U-Boot versenkt. Sechs Menschen kamen dabei ums Leben.

## Das Schiff

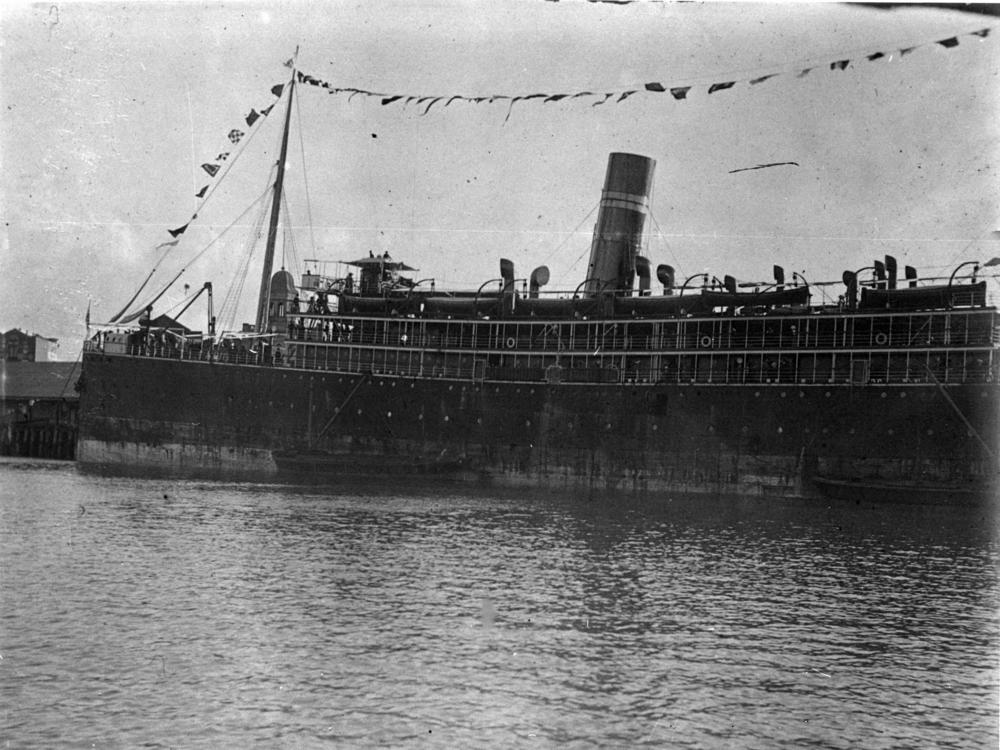
Die mit Wimpeln geschmückte Kyarra (undatiertes Foto)

Das 6.593 BRT große, aus Stahl gebaute Dampfschiff Kyarra wurde im Auftrag der australischen Reederei Australian United Steam Navigation Company auf der schottischen Werft William Denny and Brothers in Dumbarton gebaut und lief dort am 2. Februar 1903 vom Stapel. Ihr identisches Schwesterschiff, die Kanowna (ebenfalls 6.953 BRT, Baunummer 671) entstand ebenfalls bei William Denny und war bereits am 21. Oktober 1902 vom Stapel gelaufen.
Beide Schiffe waren für damalige australische Verhältnisse große und luxuriöse Ozeandampfer. Die Kyarra war 126,62 Meter lang, 15,90 Meter breit und hatte einen Tiefgang von 9,58 Metern. Sie hatte einen Schornstein, zwei Masten und zwei Propeller und wurde von zwei Dreifachexpansions-Dampfmaschinen angetrieben, die das Schiff auf bis zu 15,4 Knoten beschleunigen konnten. Auf dem als Passagier- und Frachtschiff konzipierten Dampfer konnten 126 Reisende Erster Klasse und 160 Zweiter Klasse befördert werden. Zudem standen 253.000 Kubikmeter Frachtraum zur Verfügung.
Zehn Jahre lang pendelte die Kyarra zwischen Sydney (New South Wales) und Fremantle in Western Australia, wo sie auch registriert war.

## Einsatz im Ersten Weltkrieg

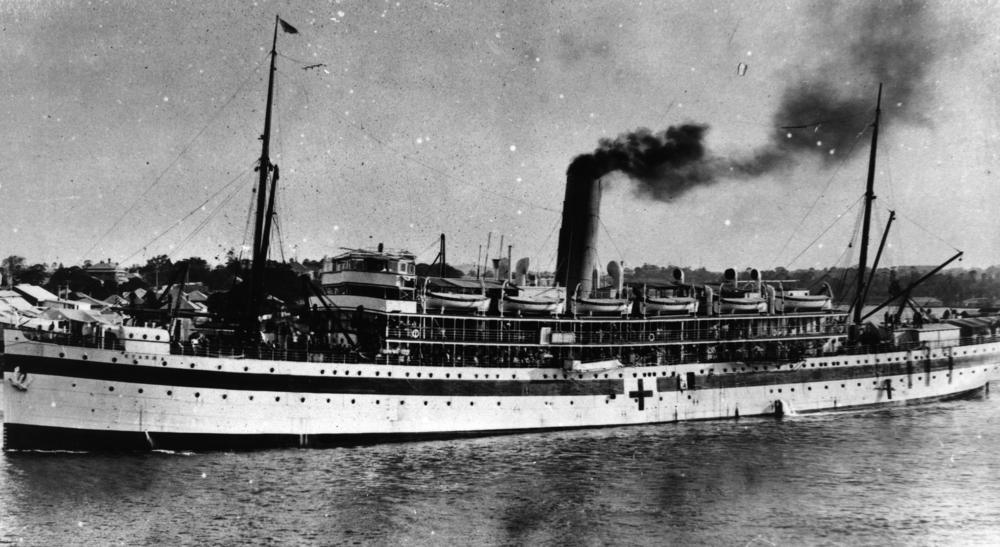
Die Kyarra als Hospitalschiff (1914–1918)

Am 6. November 1914 wurde die Kyarra von der britischen Admiralität für den Dienst als Hospitalschiff eingezogen und mit dem entsprechenden weißen Anstrich sowie dem Roten Kreuz auf beiden Seiten versehen. An ihrem Heck wurden 4.7-Zoll-Kanonen montiert. Sie sollte unter der Kennung HMAT Kyarra (A55) medizinische Güter und Personal von Australien nach Ägypten transportieren. Zudem beförderte sie australische Verwundete sowie weiterhin australische Post.
Im März 1915 wurde die Kyarra in einen Truppentransporter umgewandelt. Am 4. Januar 1918 wurde sie aus dem Dienst der Admiralität entlassen und wieder ihrer Reederei übergeben. Am 19. Januar 1918 übernahm ein neuer Kapitän das Kommando, Albert Donovan.

## Versenkung
Am 5. Mai 1918 legte die Kyarra ohne Passagiere an Bord in Tilbury nach Plymouth ab, von wo aus sie mit Passagieren und Post nach Australien in See stechen sollte. Am 26. Mai 1918 dampfte das Schiff in westlicher Richtung die englische Kanalküste hinunter. Nach Zwischenstopps in Dover, Eastbourne und Brighton sollte sie als Nächstes in Plymouth einlaufen.
Zwei Seemeilen südsüdöstlich von Anvil Point an der Küste der Grafschaft Dorset wurde das Schiff mittschiffs an der Backbordseite von einem Torpedo des deutschen U-Boots UB 57 (Oberleutnant zur See Johannes Lohs) getroffen. An Bord der Kyarra wurde der Torpedo noch gesichtet, aber für ein Ausweichmanöver war es zu spät. Sie ging innerhalb von 20 Minuten unter. Sechs Besatzungsmitglieder starben.
Das Wrack der Kyarra wurde Ende der 1960er von Mitgliedern des British Sub-Aqua Clubs entdeckt und später auch von ihnen gekauft. Es liegt in 30 Metern Tiefe auf felsigem Untergrund und ist bei Tauchern sehr beliebt. In den Laderäumen befinden sich immer noch Rotweinflaschen, Champagnerflaschen, Parfumflakons, aber auch medizinische Güter, Kleidung und Kisten mit Siegellack.